# Варивідки
Вариві́дки (до 2014 — Вариво́дки) — село в Україні, у Білогірській селищній громаді Шепетівського району Хмельницької області. Розташоване за 6 кілометрів від  центру громади, на річці Горинь. До 2020 орган місцевого самоврядування — Вільшаницька сільська рада.

## Населення
Населення села за переписом 2001 року становило 305 осіб, в 2011 році — 251 особу.

## Історія
В минулому село носило назву Шороха. Існує легенда про сучасну назву села, що проживав тут козак Варивода і в честь нього було назване село.
У 1906 році село Уніївської волості Острозького повіту Волинської губернії. Відстань від повітового міста 45 верст, від волості 7. Дворів 95, мешканців 618.
7 (20) листопада 1917 року, відповідно до Третього Універсалу Української Центральної Ради, увійшло до складу Української Народної Республіки.
12 червня 2020 року, відповідно до розпорядження Кабінету Міністрів України № 727-р «Про визначення адміністративних центрів та затвердження територій територіальних громад Хмельницької області», увійшло до складу Білогірської селищної громади.
19 липня 2020 року, в результаті адміністративно-територіальної реформи та ліквідації Білогірського району, село увійшло до складу новоутвореного Шепетівського району.